# (2245) Hekatostos
(2245) Hekatostos es un asteroide perteneciente al cinturón de asteroides, descubierto el 24 de enero de 1968 por la astrónoma soviética Liudmila Chernyj desde el Observatorio Astrofísico de Crimea (República de Crimea, Rusia).

## Designación y nombre
Designado provisionalmente como 1968 BC. Fue nombrado Hekatostos ya que en griego significa "cien", que es el número de asteroides que han sido descubiertos hasta la fecha de su hallazgo por el Observatorio Astrofísico de Crimea.